# Юлленшерна, Мария
Мария Юлленшерна (швед. Maria Gyllenstierna, полное имя Maria Gustava Gyllenstierna; 1672—1737) — шведская писательница и переводчик, графиня.

## Биография
Родилась 27 октября 1672 года в Стокгольме в семье полковника графа Кристофера Юлленшерны в его первом браке с графиней Густавой Оксеншерна (Gustava Juliana Oxenstierna, 1644—1675).
В 1693 году Мария вышла замуж за графа Карла Бонде, и у них родилась дочь Катарина Маргарета (Katarina Margareta, ум. 1755). В 1697 году она вместе со своим мужем отправилась в дипломатическую командировку в Нидерланды, чтобы присутствовать на мирных переговорах после войны Аугсбургской лиги.

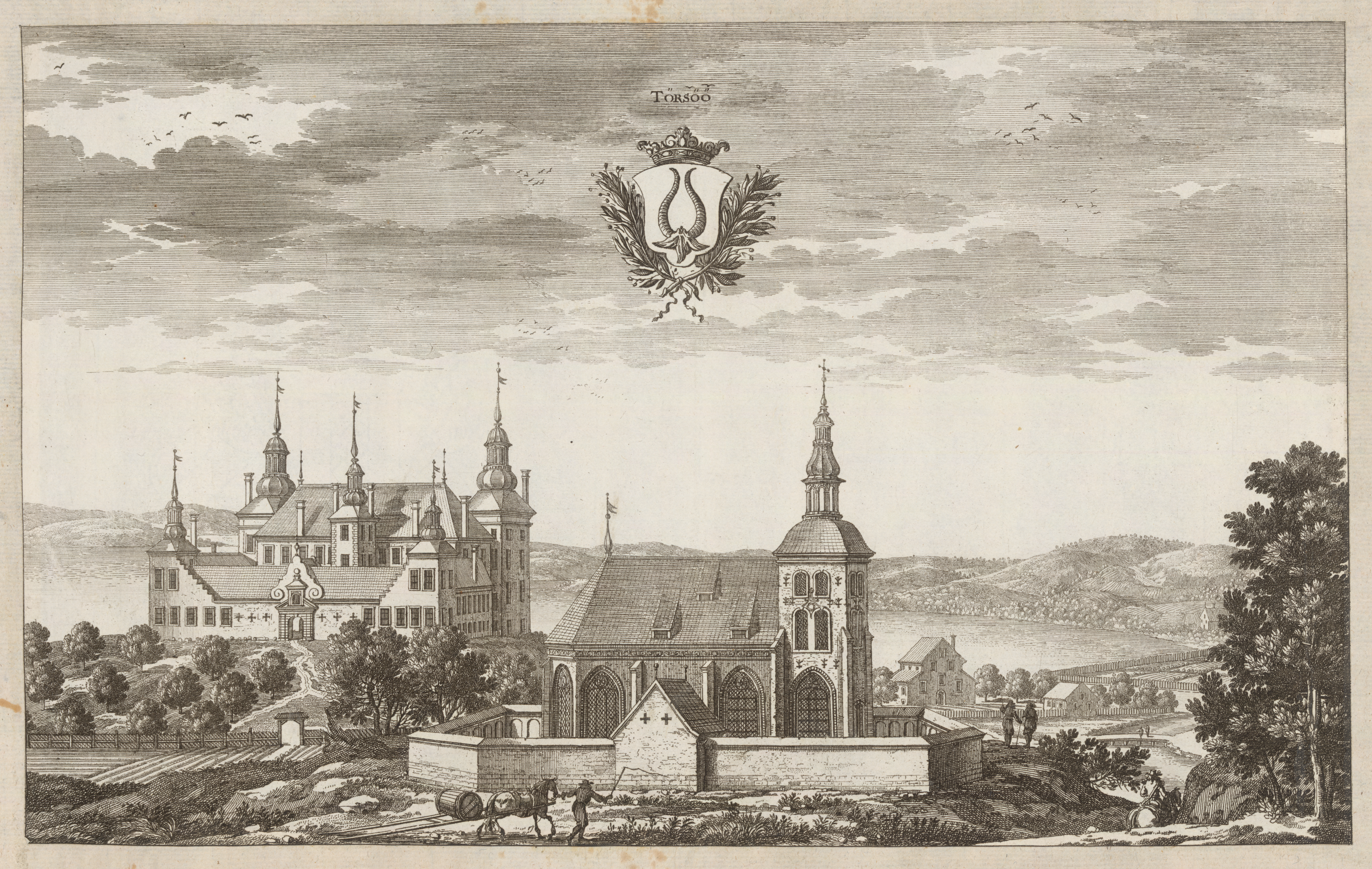
Замок Tyresö в 1661 году

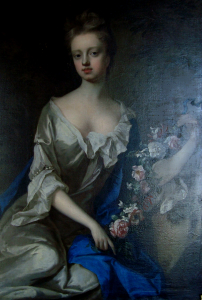
Портрет Марии Юлленшерны работы Михаэля Даля

Став вдовой в 1699 году, Мария Юлленшерна обосновалась в замке Tyresö, который унаследовала в 1694 году от своей бабушки — графини Марии Софии де ла Гарди. Мария стала землевладельцем и фермером, но прежде всего получила известность своими литературными интересами. Она написала эпос о смертной жизни Иисуса в четырёх частях, опубликовав его в 1730—1736 годах, создала около 600 сонетов. Перевела еврейско-римскую историю Иосифа Флавия о евреях в пяти частях объёмом до 2000 страниц. Она собирала в Tyresö учёных профессоров и епископов, поддерживала контакты с другими женщинами-писателями, в частности с Софией Бреннер. Считается, что Мария Юлленшерна была одной из самых образованных женщин Швеции, и это делало её особенно популярной среди мужской аристократии.
Умерла 5 ноября 1737 года в замке Тюресё.